# Marina Ratner

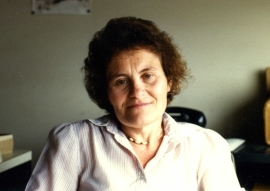
Marina Ratner in Berkeley 1988

Marina Ratner (russisch Марина Евсеевна Ратнер; * 30. Oktober 1938 in Moskau; † 7. Juli 2017 in El Cerrito, Kalifornien) war eine russischstämmige US-amerikanische Mathematikerin.

## Leben
Ratner war die Tochter zweier Wissenschaftler und studierte ab 1956 an der Lomonossow-Universität Mathematik, kurz nachdem das für Studenten jüdischer Herkunft möglich wurde. 1961 machte sie ihren Abschluss und arbeitete dann in der Arbeitsgruppe für angewandte Statistik von Andrei Kolmogorow sowie in dessen Unterrichtsprogramm für begabte Gymnasiasten in Moskau. 1965 begann sie an der Lomonossow-Universität ihre Arbeit an der Promotion, die sie 1969 bei Jakow Sinai erlangte (Geodesic flows on unit tangent bundles of compact surfaces of negative curvature). Nach ihrer Promotion war sie Assistentin an der Technischen Hochschule Moskau, wurde aber nach dem Beantragen eines Visums für Israel entlassen. 1971 bis 1975 war sie Dozentin an der Hebrew University in Jerusalem und Lehrerin in deren Hochschul-Vorbereitungskursen. Ab 1975 war sie an der Universität Berkeley, ab 1982 als Professorin. 1977 erhielt sie ein Forschungsstipendium der Alfred P. Sloan Foundation (Sloan Research Fellowship).
Ratner war für ihre Arbeiten in der Ergodentheorie bekannt. Dort ist sie für die Ratner-Theoreme über unipotente Flüsse in homogenen Räumen bekannt, die sie um 1990 bewies. Sie spielten eine wichtige Rolle bei dem Beweis der Oppenheim-Vermutung durch Grigori Margulis.
1993 erhielt sie den Ostrowski-Preis. Ab 1992 war sie Mitglied der American Academy of Arts and Sciences und ab 1993 der National Academy of Sciences, deren John J. Carty Award sie 1994 erhielt, speziell für ihren Beweis der Raghunathan-Vermutungen in der Zahlentheorie. 1994 hielt sie einen Plenarvortrag auf dem ICM in Zürich (Interactions beween ergodic theory, Lie groups, and number theory).
Ratner hat eine Tochter Anna. Ihr Neffe Michael Bialy ist Professor für Mathematik an der Universität Tel Aviv.

## Schriften
- Marina Ratner: Strict measure rigidity for unipotent subgroups of solvable groups. In: Inventiones Mathematicae. Band 101, Nr. 1, Dezember 1990, ISSN 0020-9910, S. 449–482, doi:10.1007/BF01231511.
- Marina Ratner: On measure rigidity of unipotent subgroups of semisimple groups. In: Acta Mathematica. Band 165, Nr. 0, 1990, ISSN 0001-5962, S. 229–309, doi:10.1007/BF02391906.
- Marina Ratner: Interactions Between Ergodic Theory, Lie Groups, and Number Theory. In: Proceedings of the International Congress of Mathematicians. Birkhäuser Basel, Basel 1995, ISBN 978-3-0348-9897-3, S. 157–182, doi:10.1007/978-3-0348-9078-6_13.